# Medaglie dei Campionati mondiali di nuoto - Misti
In questa pagina sono elencate tutte le medaglie ottenute da atleti di sesso maschile e femminile nella specialità dei misti nelle varie edizioni dei Campionati mondiali di nuoto in vasca lunga, a partire dall'edizione del 1973.

## Podi maschili

### 200 metri
| Edizione           | Oro                                     | Argento                        | Bronzo                                  |
| ------------------ | --------------------------------------- | ------------------------------ | --------------------------------------- |
| Belgrado 1973      | Gunnar Larsson ( Svezia)                | Stan Carper ( Stati Uniti)     | David Wilkie ( Regno Unito)             |
| Cali 1975          | András Hargitay ( Ungheria)             | Steve Furniss ( Stati Uniti)   | Andrej Smirnov ( Unione Sovietica)      |
| Berlino Ovest 1978 | Graham Smith ( Canada)                  | Jesse Vassallo ( Stati Uniti)  | Aleksandr Sidorenko ( Unione Sovietica) |
| Guayaquil 1982     | Aleksandr Sidorenko ( Unione Sovietica) | William Barrett ( Stati Uniti) | Giovanni Franceschi ( Italia)           |
| Madrid 1986        | Tamás Darnyi ( Ungheria)                | Alex Baumann ( Canada)         | Vadim Jaroščuk ( Unione Sovietica)      |
| Perth 1991         | Tamás Darnyi ( Ungheria)                | Eric Namesnik ( Stati Uniti)   | Christian Gessner ( Germania)           |
| Roma 1994          | Jani Sievinen ( Finlandia)              | Greg Burgess ( Stati Uniti)    | Attila Czene ( Ungheria)                |
| Perth 1998         | Marcel Wouda ( Paesi Bassi)             | Xavier Marchand ( Francia)     | Ron Karnaugh ( Stati Uniti)             |
| Fukuoka 2001       | Massimiliano Rosolino ( Italia)         | Tom Wilkens ( Stati Uniti)     | Justin Norris ( Australia)              |
| Barcellona 2003    | Michael Phelps ( Stati Uniti)           | Ian Thorpe ( Australia)        | Massimiliano Rosolino ( Italia)         |
| Montreal 2005      | Michael Phelps ( Stati Uniti)           | László Cseh ( Ungheria)        | Ryan Lochte ( Stati Uniti)              |
| Melbourne 2007     | Michael Phelps ( Stati Uniti)           | Ryan Lochte ( Stati Uniti)     | László Cseh ( Ungheria)                 |
| Roma 2009          | Ryan Lochte ( Stati Uniti)              | László Cseh ( Ungheria)        | Eric Shanteau ( Stati Uniti)            |
| Shanghai 2011      | Ryan Lochte ( Stati Uniti)              | Michael Phelps ( Stati Uniti)  | László Cseh ( Ungheria)                 |
| Barcellona 2013    | Ryan Lochte ( Stati Uniti)              | Kōsuke Hagino ( Giappone)      | Thiago Pereira ( Brasile)               |
| Kazan 2015         | Ryan Lochte ( Stati Uniti)              | Thiago Pereira ( Brasile)      | Wang Shun ( Cina)                       |
| Budapest 2017      | Chase Kalisz ( Stati Uniti)             | Kōsuke Hagino ( Giappone)      | Wang Shun ( Cina)                       |
| Gwangju 2019       | Daiya Seto ( Giappone)                  | Jérémy Desplanches ( Svizzera) | Chase Kalisz ( Stati Uniti)             |
| Budapest 2022      | Léon Marchand ( Francia)                | Carson Foster ( Stati Uniti)   | Daiya Seto ( Giappone)                  |
| Fukuoka 2023       | Léon Marchand ( Francia)                | Duncan Scott ( Gran Bretagna)  | Tom Dean ( Gran Bretagna)               |

- Atleta più premiato: Ryan Lochte ( Stati Uniti)
- Nazione più medagliata:  Stati Uniti (8 , 10 , 4 )

### 400 metri
| Edizione           | Oro                           | Argento                            | Bronzo                                 |
| ------------------ | ----------------------------- | ---------------------------------- | -------------------------------------- |
| Belgrado 1973      | András Hargitay ( Ungheria)   | Rod Strachan ( Stati Uniti)        | Rick Colella ( Stati Uniti)            |
| Cali 1975          | András Hargitay ( Ungheria)   | Andrej Smirnov ( Unione Sovietica) | Hans-Joachim Geisler ( Germania Ovest) |
| Berlino Ovest 1978 | Jesse Vassallo ( Stati Uniti) | Sergej Fesenko ( Unione Sovietica) | András Hargitay ( Ungheria)            |
| Guayaquil 1982     | Ricardo Prado ( Brasile)      | Jens-Peter Bernd ( Germania Est)   | Sergej Fesenko ( Unione Sovietica)     |
| Madrid 1986        | Tamás Darnyi ( Ungheria)      | Vadim Jaroščuk ( Unione Sovietica) | Alex Baumann ( Canada)                 |
| Perth 1991         | Tamás Darnyi ( Ungheria)      | Eric Namesnik ( Stati Uniti)       | Stefano Battistelli ( Italia)          |
| Roma 1994          | Tom Dolan ( Stati Uniti)      | Jani Sievinen ( Finlandia)         | Eric Namesnik ( Stati Uniti)           |
| Perth 1998         | Tom Dolan ( Stati Uniti)      | Marcel Wouda ( Paesi Bassi)        | Curtis Myden ( Canada)                 |
| Fukuoka 2001       | Alessio Boggiatto ( Italia)   | Erik Vendt ( Stati Uniti)          | Tom Wilkens ( Stati Uniti)             |
| Barcellona 2003    | Michael Phelps ( Stati Uniti) | László Cseh ( Ungheria)            | Oussama Mellouli ( Tunisia)            |
| Montreal 2005      | László Cseh ( Ungheria)       | Luca Marin ( Italia)               | Oussama Mellouli ( Tunisia)            |
| Melbourne 2007     | Michael Phelps ( Stati Uniti) | Ryan Lochte ( Stati Uniti)         | Luca Marin ( Italia)                   |
| Roma 2009          | Ryan Lochte ( Stati Uniti)    | Tyler Clary ( Stati Uniti)         | László Cseh ( Ungheria)                |
| Shanghai 2011      | Ryan Lochte ( Stati Uniti)    | Tyler Clary ( Stati Uniti)         | Yuya Horihata ( Giappone)              |
| Barcellona 2013    | Daiya Seto ( Giappone)        | Chase Kalisz ( Stati Uniti)        | Thiago Pereira ( Brasile)              |
| Kazan 2015         | Daiya Seto ( Giappone)        | Dávid Verrasztó ( Ungheria)        | Chase Kalisz ( Stati Uniti)            |
| Budapest 2017      | Chase Kalisz ( Stati Uniti)   | Dávid Verrasztó ( Ungheria)        | Daiya Seto ( Giappone)                 |
| Gwangju 2019       | Daiya Seto ( Giappone)        | Jay Litherland ( Stati Uniti)      | Lewis Clareburt ( Nuova Zelanda)       |
| Budapest 2022      | Léon Marchand ( Francia)      | Carson Foster ( Stati Uniti)       | Chase Kalisz ( Stati Uniti)            |
| Fukuoka 2023       | Léon Marchand ( Francia)      | Carson Foster ( Stati Uniti)       | Daiya Seto ( Giappone)                 |

- Atleta più premiato: Daiya Seto ( Giappone)
- Record della competizione: 4'02"50 (Léon Marchand ( Francia), Fukuoka 2023)
- Nazione più medagliata:  Stati Uniti: (8 , 9 , 5 )

## Podi femminili

### 200 metri
| Edizione           | Oro                             | Argento                               | Bronzo                                |
| ------------------ | ------------------------------- | ------------------------------------- | ------------------------------------- |
| Belgrado 1973      | Andrea Hübner ( Germania Est)   | Kornelia Ender ( Germania Est)        | Kathy Heddy ( Stati Uniti)            |
| Cali 1975          | Kathy Heddy ( Stati Uniti)      | Ulrike Tauber ( Germania Est)         | Angela Franke ( Germania Est)         |
| Berlino Ovest 1978 | Tracy Caulkins ( Stati Uniti)   | Joan Pennington ( Stati Uniti)        | Ulrike Tauber ( Germania Est)         |
| Guayaquil 1982     | Petra Schneider ( Germania Est) | Ute Geweniger ( Germania Est)         | Tracy Caulkins ( Stati Uniti)         |
| Madrid 1986        | Kristin Otto ( Germania Est)    | Elena Dendeberova ( Unione Sovietica) | Kathleen Nord ( Germania Est)         |
| Perth 1991         | Lin Li ( Cina)                  | Summer Sanders ( Stati Uniti)         | Daniela Hunger ( Germania)            |
| Roma 1994          | Liu Limin ( Cina)               | Allison Wagner ( Stati Uniti)         | Elli Overton ( Australia)             |
| Perth 1998         | Yanyan Wu ( Cina)               | Yan Chen ( Cina)                      | Martina Moravcová ( Slovacchia)       |
| Fukuoka 2001       | Martha Bowen ( Stati Uniti)     | Yana Klochkova ( Ucraina)             | Qi Hui ( Cina)                        |
| Barcellona 2003    | Yana Klochkova ( Ucraina)       | Alice Mills ( Australia)              | Yafei Zhou ( Cina)                    |
| Montreal 2005      | Katie Hoff ( Stati Uniti)       | Kirsty Coventry ( Zimbabwe)           | Lara Carroll ( Australia)             |
| Melbourne 2007     | Katie Hoff ( Stati Uniti)       | Kirsty Coventry ( Zimbabwe)           | Stephanie Rice ( Australia)           |
| Roma 2009          | Ariana Kukors ( Stati Uniti)    | Stephanie Rice ( Australia)           | Katinka Hosszú ( Ungheria)            |
| Shanghai 2011      | Ye Shiwen ( Cina)               | Alicia Coutts ( Australia)            | Ariana Kukors ( Stati Uniti)          |
| Barcellona 2013    | Katinka Hosszú ( Ungheria)      | Alicia Coutts ( Australia)            | Mireia Belmonte Garcia ( Spagna)      |
| Kazan 2015         | Katinka Hosszú ( Ungheria)      | Kanako Watanabe ( Giappone)           | Siobhan-Marie O'Connor ( Regno Unito) |
| Budapest 2017      | Katinka Hosszú ( Ungheria)      | Yui Ōhashi ( Giappone)                | Madisyn Cox ( Stati Uniti)            |
| Gwangju 2019       | Katinka Hosszú ( Ungheria)      | Ye Shiwen ( Cina)                     | Sydney Pickrem ( Canada)              |
| Budapest 2022      | Alex Walsh ( Stati Uniti)       | Kaylee McKeown ( Australia)           | Leah Hayes ( Stati Uniti)             |
| Fukuoka 2023       | Kate Douglass ( Stati Uniti)    | Alex Walsh ( Stati Uniti)             | Yu Yiting ( Cina)                     |
| Doha 2024          | Kate Douglass ( Stati Uniti)    | Sydney Pickrem ( Canada)              | Yu Yiting ( Cina)                     |
| Fukuoka 2025       | Summer McIntosh ( Canada)       | Alex Walsh ( Stati Uniti)             | Mary-Sophie Harvey ( Canada)          |

- Atleta più premiato: Katinka Hosszú ( Ungheria) )
- Nazione più medagliata:  Stati Uniti (9 , 5 , 5 )

### 400 metri
| Edizione           | Oro                             | Argento                          | Bronzo                          |
| ------------------ | ------------------------------- | -------------------------------- | ------------------------------- |
| Belgrado 1973      | Gudrun Wegner ( Germania Est)   | Angela Franke ( Germania Est)    | Novella Calligaris ( Italia)    |
| Cali 1975          | Ulrike Tauber ( Germania Est)   | Karla Linke ( Germania Est)      | Kathy Heddy ( Stati Uniti)      |
| Berlino Ovest 1978 | Tracy Caulkins ( Stati Uniti)   | Ulrike Tauber ( Germania Est)    | Petra Schneider ( Germania Est) |
| Guayaquil 1982     | Petra Schneider ( Germania Est) | Kathleen Nord ( Germania Est)    | Tracy Caulkins ( Stati Uniti)   |
| Madrid 1986        | Kathleen Nord ( Germania Est)   | Michele Griglione ( Stati Uniti) | Noemi Lung ( Romania)           |
| Perth 1991         | Lin Li ( Cina)                  | Hayley Lewis ( Australia)        | Summer Sanders ( Stati Uniti)   |
| Roma 1994          | Guohong Dai ( Cina)             | Allison Wagner ( Stati Uniti)    | Kristine Quance ( Stati Uniti)  |
| Perth 1998         | Yan Chen ( Cina)                | Yana Klochkova ( Ucraina)        | Yasuko Tajima ( Giappone)       |
| Fukuoka 2001       | Yana Klochkova ( Ucraina)       | Martha Bowen ( Stati Uniti)      | Beatrice Căslaru ( Romania)     |
| Barcellona 2003    | Yana Klochkova ( Ucraina)       | Éva Risztov ( Ungheria)          | Beatrice Căslaru ( Romania)     |
| Montreal 2005      | Katie Hoff ( Stati Uniti)       | Kirsty Coventry ( Zimbabwe)      | Kaitlin Sandeno ( Stati Uniti)  |
| Melbourne 2007     | Katie Hoff ( Stati Uniti)       | Yana Martynova ( Russia)         | Stephanie Rice ( Australia)     |
| Roma 2009          | Katinka Hosszú ( Ungheria)      | Kirsty Coventry ( Zimbabwe)      | Stephanie Rice ( Australia)     |
| Shanghai 2011      | Elizabeth Beisel ( Stati Uniti) | Hannah Miley ( Regno Unito)      | Stephanie Rice ( Australia)     |
| Barcellona 2013    | Katinka Hosszú ( Ungheria)      | Mireia Belmonte Garcia ( Spagna) | Elizabeth Beisel ( Stati Uniti) |
| Kazan 2015         | Katinka Hosszú ( Ungheria)      | Maya DiRado ( Stati Uniti)       | Emily Overholt ( Canada)        |
| Budapest 2017      | Katinka Hosszú ( Ungheria)      | Mireia Belmonte Garcia ( Spagna) | Sydney Pickrem ( Canada)        |
| Gwangju 2019       | Katinka Hosszú ( Ungheria)      | Ye Shiwen ( Cina)                | Yui Ōhashi ( Giappone)          |
| Budapest 2022      | Summer McIntosh ( Canada)       | Katie Grimes ( Stati Uniti)      | Emma Weyant ( Stati Uniti)      |
| Fukuoka 2023       | Summer McIntosh ( Canada)       | Katie Grimes ( Stati Uniti)      | Jenna Forrester ( Australia)    |

- Atleta più premiato: Katinka Hosszú ( Ungheria)
- Nazione più medagliata:  Ungheria (5 , 1 , 0 )